# 장악서

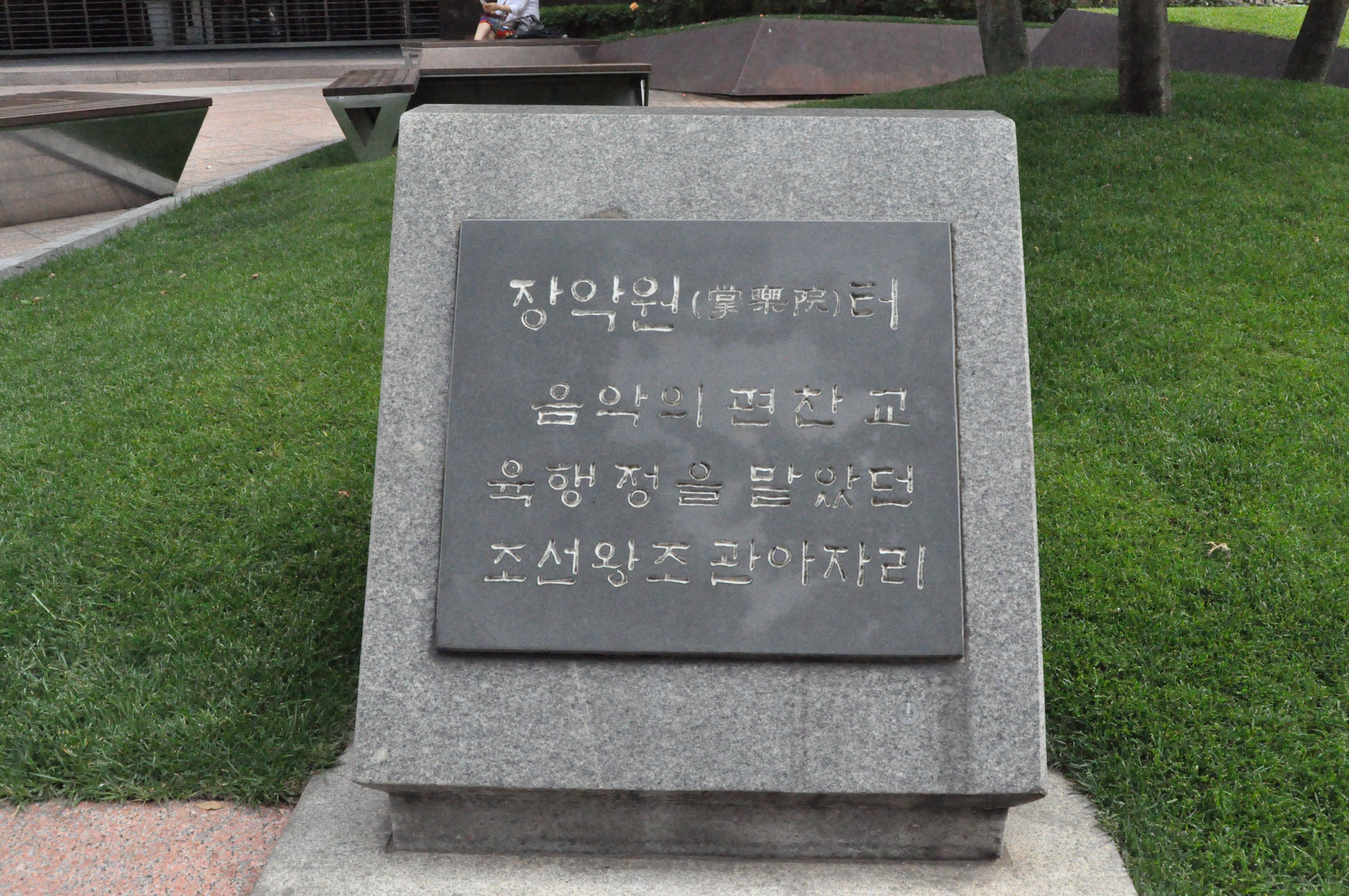
장악원(掌樂院) 터. 서울 중구 명동, 외환은행 본점 앞에 있다.

장악서(掌樂署)는 조선 시대 음악에 관한 일을 맡아 보던 관청이다. 오늘날 국립국악원의 전신이다.
고려의 관제를 계승하여 1457년(세조 3) 11월 1차 악제개혁(樂制改革) 및 1458년(세조 4) 7월 2차 악제개혁 때 아악서(雅樂署)와 전악서(典樂署)를 하나로 합쳐 장악서를 설립하였다. 나중에 장악원(掌樂院)이라고 바뀌었는데, 언제 바뀌었는지 알 수 없다. 관리로는 정3품 벼슬인 정(正)을 비롯하여 첨정·주부 등 23명과 악사·악생 등이 있었다.
우두머리인 정은 정3품 당하관이고 정 1인과 그 아래, 부정, 첨정, 령, 부령, 주부, 봉사, 직장, 참봉 등의 직원들이 존재하였다. 장의 직책은 관직명을 따라 장악원정이라 불렀다.
명예직인 도제조, 제조, 부제조, 당상(도제조, 제조, 부제조 등의 보직이 없이 장악원으로 발령된 고관) 등이 있었으나 이들은 정승, 판서, 참판 등의 재상급 관료가 겸하는 겸직으로서 사실상의 명예직이었다. 간혹 품계는 있으나 실직은 없는 문무관이 도제조와 제조, 부제조, 당상 등에 보임되는 경우도 있었다.
이들은 정 보다 상관이었으나 실질적인 업무는 정이 주관하였다.

## 청사
장악원 청사는 현재 주소 체계로 서울특별시 중구 을지로2가 181번지에 있었다. 2022년 현재 하나금융그룹 명동사옥이며, 일제강점기 때에는 동양척식주식회사 건물이 있었다.

## 그 밖의 사항
정3품 당하관인 정(正) 아래의 부정과 첨정은 종3품, 령과 부령은 5품, 주부는 6품관이었다. 그러나 정3품 당상관이 정을 겸하는 사례가 있었고, 부정, 첨정, 령, 부령, 주부 등은 정3품 당하관인 통훈대부가 행직(行職)으로 임명되는 사례가 더러 있었다.
연산군 11년에는 장악원을 원각사로 옮기는 일이 있었다.

## 같이 보기
- 장악서를 만들 무렵에 가요를 모아 놓은 시가집 악장가사
- 아악
- 이상우
- 박연
- 예조
- 을사조약#관가 여악 제도의 폐지